# Peterskirche (Stari Grad, Hvar)

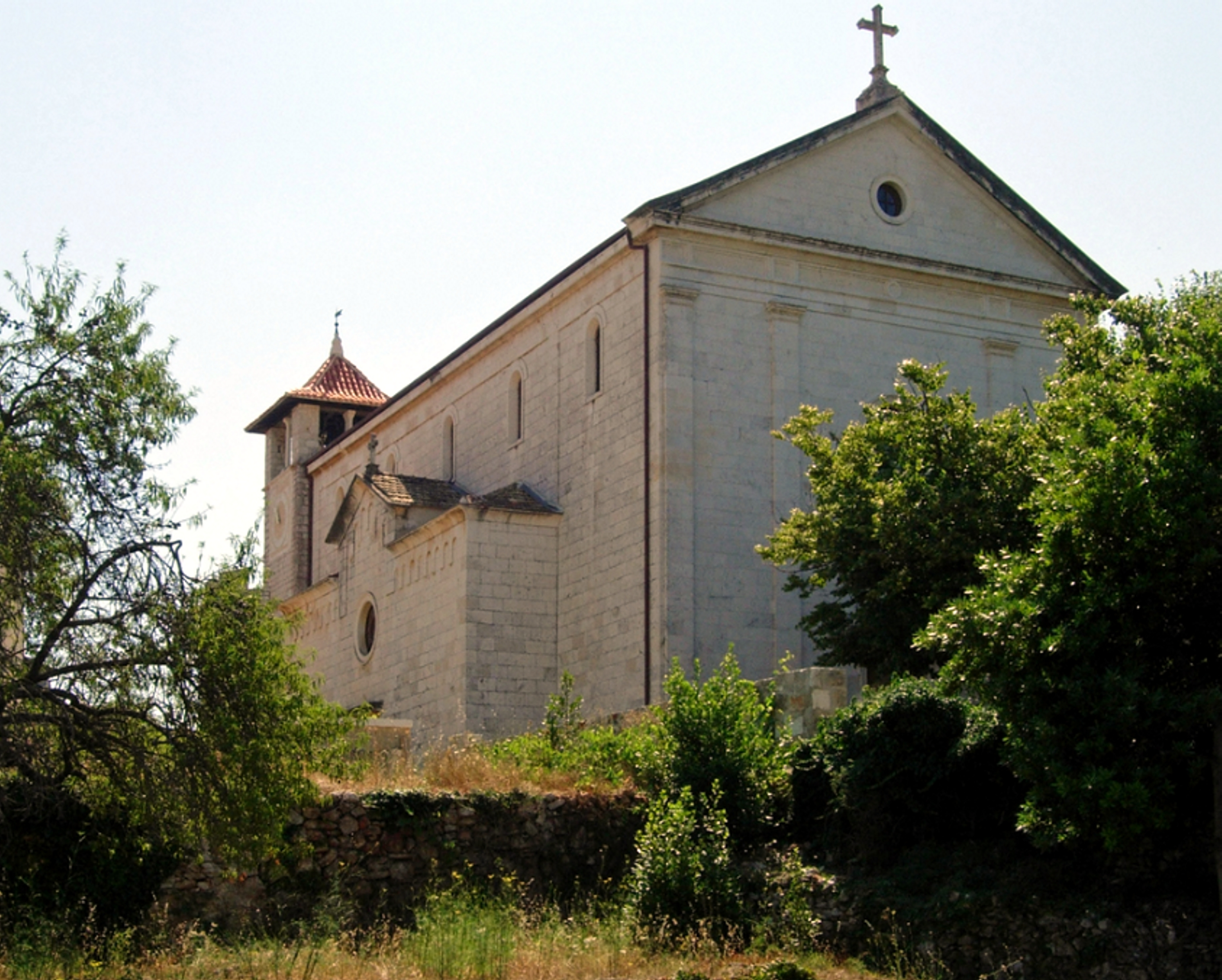
Kirchenansicht von Westen

Die St.-Peters-Kirche (kroatisch: Crkva Sv. Petra Mučenika) in Stari Grad ist eine römisch-katholische Kirche in der ältesten Stadt Kroatiens auf der Insel Hvar. Sie steht in enger baulicher Verbindung zum Dominikanerkloster. Das Gotteshaus ist dem Märtyrer Sankt Peter geweiht. Das im 21. Jahrhundert erhaltene Gebäude ist das zweite Gotteshaus an gleicher Stelle.

## Lage
Das Kirchengebäude befindet sich nördlich des historischen Zentrums von Stari Grad und besteht aus einem Kirchenhauptgebäude, integriert in das Dominikanerkloster.

## Geschichte
Eine Päpstliche Bulle von Sixtus IV. vom 7. August 1481 bestimmte den Bau einer Klosterkirche im Ort Stari Grad zum 1479 vom Dominikanermönch Bruder German aus Piacenza gegründeten Kloster. Das außerhalb der Klostermauern errichtete Sakralgebäude erhielt bei der Weihe am 3. Dezember 1488 das Patrozinium des Heiligen Peter wie schon zuvor das Kloster.
Der Glockenturm war im 16. Jahrhundert aus den Steinen der abgetragenen Stadtmauern von Stari Grad errichtet worden (die Stadt hieß in dieser Zeit Pharos).
Im beginnenden 16. Jahrhundert und nach den verheerenden Plünderungen und Zerstörungen durch die türkischen Eroberer im Jahr 1571 wurden das Kloster und die Kirche wieder aufgebaut. Das Kloster erhielt zur Verstärkung zwei runde Wehrtürme.
Im Jahr 1894 wurde schließlich nach Plänen des Architekten N. Nikolić aus Split ein kompletter Neubau der Kirche vorgenommen. Aus der Anfangsbauzeit sind der Glockenturm und die Gruft mit den Gebeinen des Dichters Petar Hektorović sowie weitere kleine Ausstattungen erhalten.

## Architektur

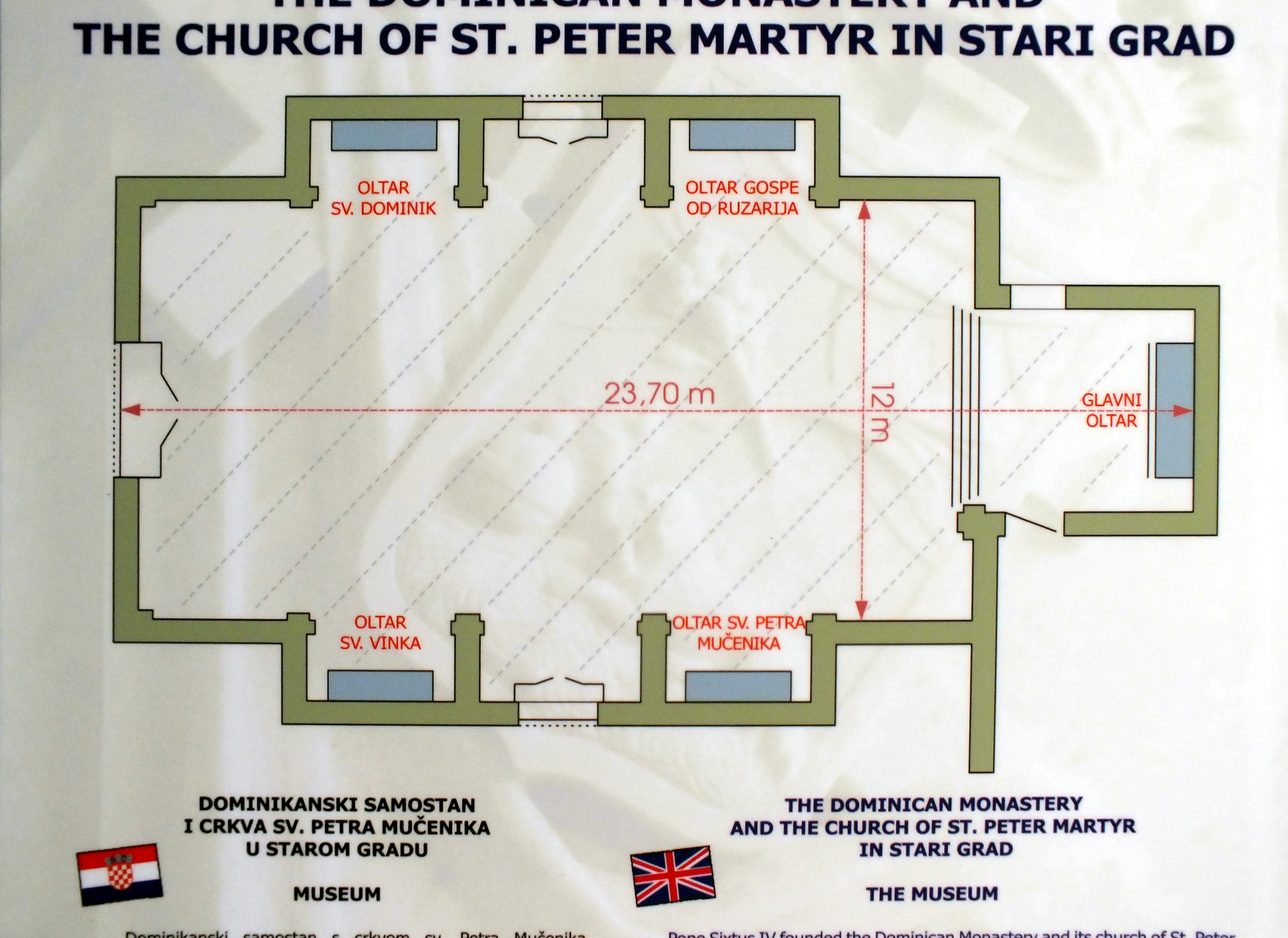
Grundrissdarstellung auf einer Besuchertafel

Die Peterskirche ist eine einschiffige Basilika mit angebautem Chor und einem integrierten niedrigen Glockenturm. Ihre Mauern bestehen aus behauenen Natursteinen. Die Länge des Schiffes beträgt 23 m, die Breite (ohne die Altarnischen) beträgt 12,80 m.
Das Hauptportal befindet sich am Kreuzgang des Klosterhofs. Über dem Südportal gibt es ein Porträt, das Petar Hektorović zeigt, und eine griechische Inschrift aus dem 4. Jahrhundert v. Chr., die älteste steinerne Inschrift in Kroatien. Das Original ist im Archäologischen Museum Zagreb ausgestellt.

## Ausstattung
Die letzte Ausmalung des Kircheninneren nahm Ivan Zamada aus Zadar im Jahr 1896 vor. Die Grundfarbe ist weiß, kontrastierend mit zartblau und beigen Fassungen.

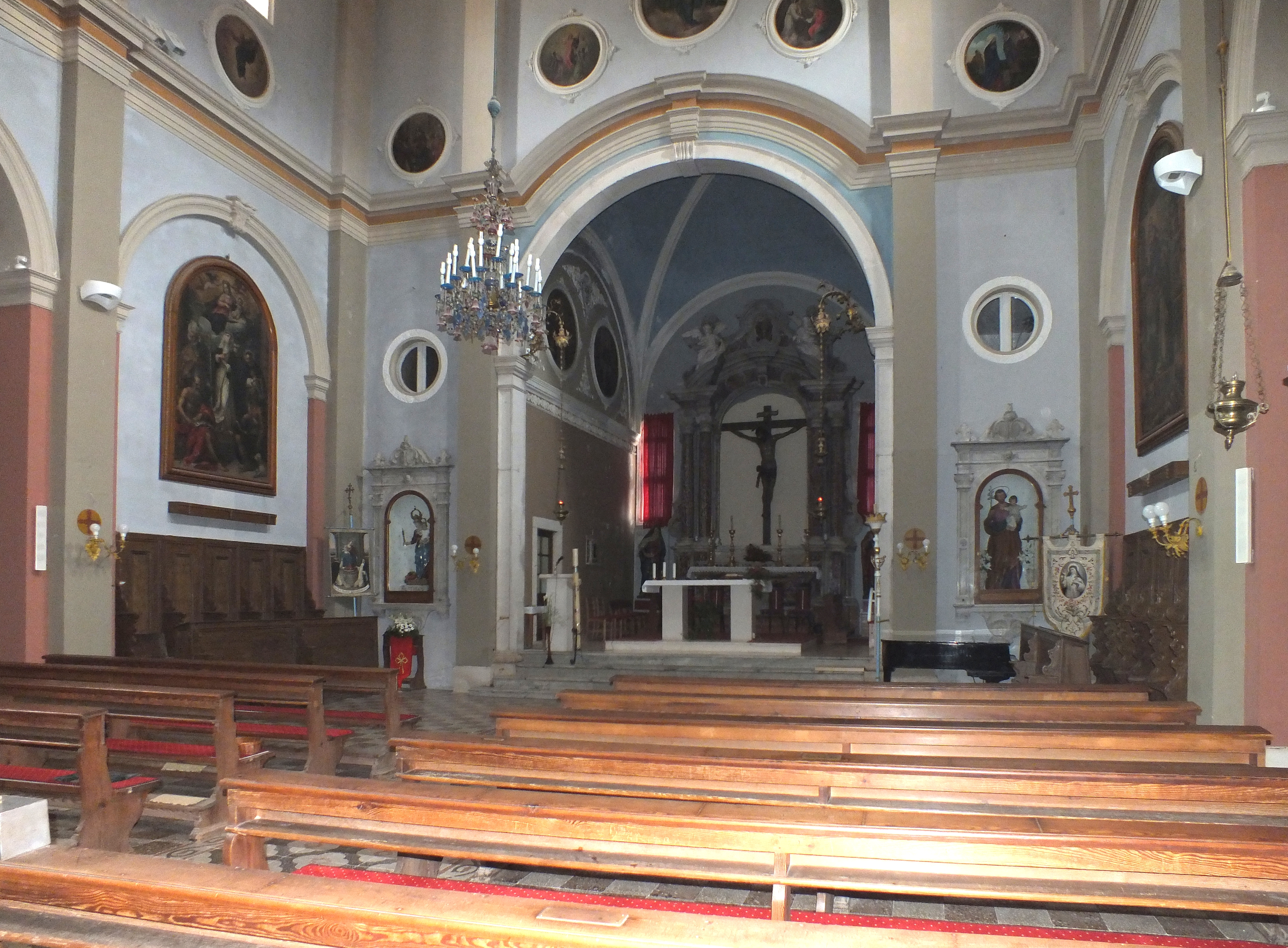
Kirchenhauptraum mit Blick auf die Altarseite

Der Hauptaltar, datiert auf 1769 und mit einem hölzernen Kruzifix im Renaissancestil bekrönt, ist ein Werk des Altarbaumeisters Andrija Bruttapelle. Das Altarbild, bereits im Jahr 1606 von Andrea Michiele Vicento gemalt, zeigt Unsere liebe Frau vom Rosenkranz, den Papst Pius V. und einen venezianischen Dogen bei der Siegesfeier der Seeschlacht von Lepanto 1571.
Links und rechts des Hauptaltars sind weitere Altäre aus Marmor platziert, die der Künstler Baldassare d’Anna im Jahre 1614 hergestellt hatte: links Madonna mit dem heiligen Hyacinth, rechts Sankt Katharina von Siena.
Im Jahr 1895 wurde in der Kirche ein weiterer Altar geweiht, der die Arbeit der aus Split stammenden Künstler Ante Kezić und Josip Bariković ist und den heiligen Petrus ehrt. Später folgten die Altäre für den heiligen Dominik (1911, von Pavao Bilinic) und für St. Vincent Ferrer (1914/15, von Nikola Prezzi und C. Giudici).
Die Kanzel ist an einem Pfeiler neben dem Chorbogen platziert und aus Holz gefertigt.
Der Hauptraum ist mit einer dreifachen Reihe Kirchenbänke ausgestattet.

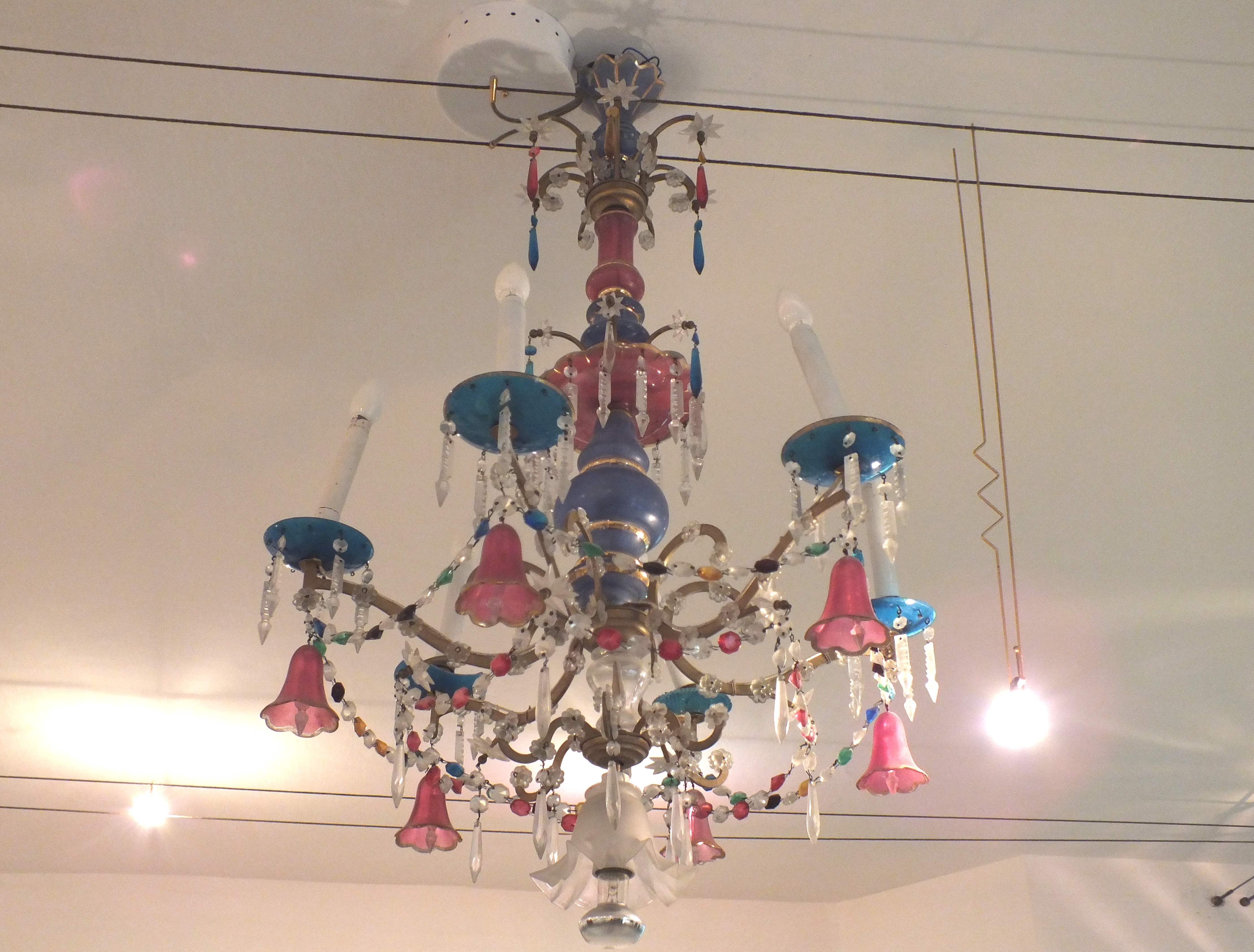
Kronleuchter

Mindestens ein Kronleuchter, geschmückt mit bunten Glaselementen, inzwischen mit LED-Lämpchen bestückt, hängt im Chorraum von der Decke.

## Nutzung und Nebengebäude
Regelmäßige Gottesdienste gibt es hier und in den Sommermonaten finden in der Kirche Konzerte und Auftritte von Kirchenchören statt.
Außer dem Hauptbauwerk, der Peterskirche, beherbergt das Kloster ein kleines Handschriftenarchiv und eine Bibliothek mit rund 20.000 Büchern aus den Bereichen Philosophie, Theologie, Bibelwissenschaften, Linguistik, Musik, Malerei und anderen Wissenschaften. Die Bibliotheksräume wurden im 21. Jahrhundert renoviert und stehen allen Interessenten offen.

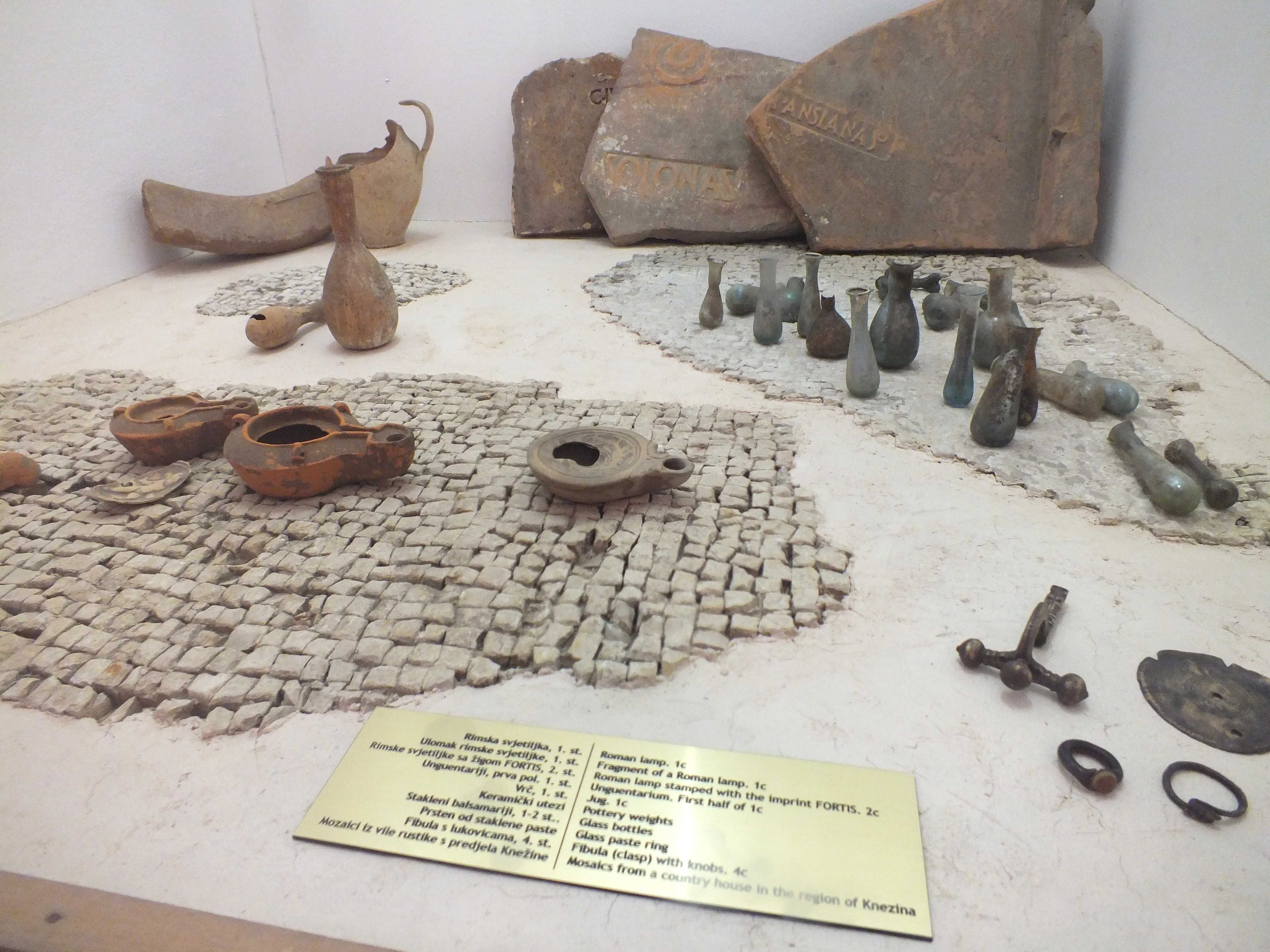
Exponate im Klostermuseum

In weiteren Klosterräumen im Erdgeschoss ist ein Museum untergebracht, das Artefakte aus der Stadt- und der Baugeschichte des Klosters präsentiert. Dazu gehören historische Grabsteine, Ruinenteile und Alltagsgegenstände aus der Entwicklung des Ortes sowie einige frühere Ausstattungsstücke der Kirche: Leuchter, Kreuze, Heiligenfiguren und wertvolle Gemälde wie die Beweinung Christi des venezianischen Malers Jacopo Tintoretto.
Das Kloster hat darüber hinaus 11 Zimmer und kann 17 Gäste beherbergen.